# South Apopka (Floride)
South Apopka est une census-designated place du comté d'Orange, dans l'État de Floride, aux États-Unis,. En 2020, elle compte une population de 6 803 habitants.